# Xương rồng
Xương rồng (danh pháp khoa học: Euphorbia antiquorum) là một loài thực vật có hoa trong họ Đại kích. Loài này được L. mô tả khoa học đầu tiên năm 1753.

## Hình ảnh

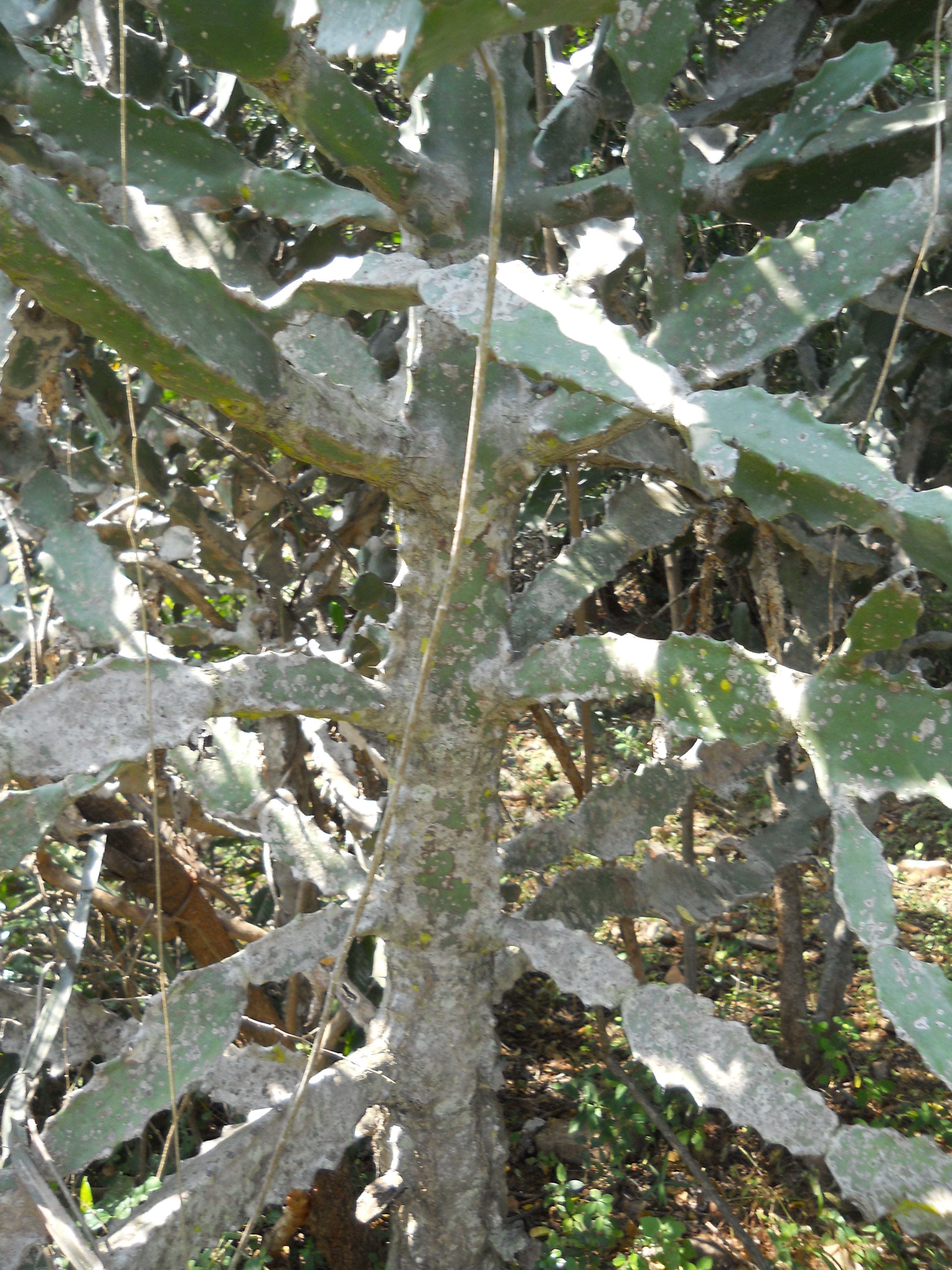
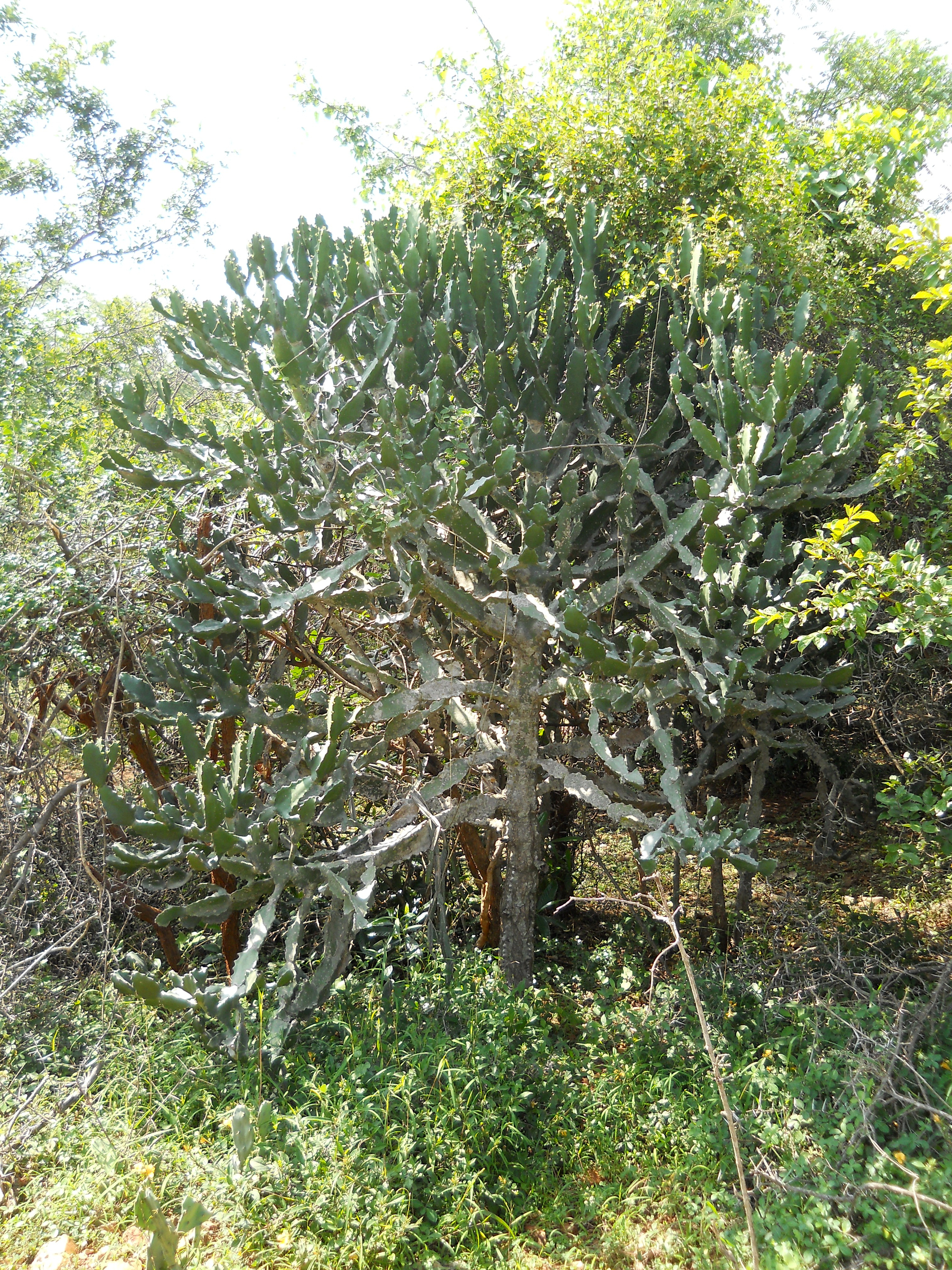
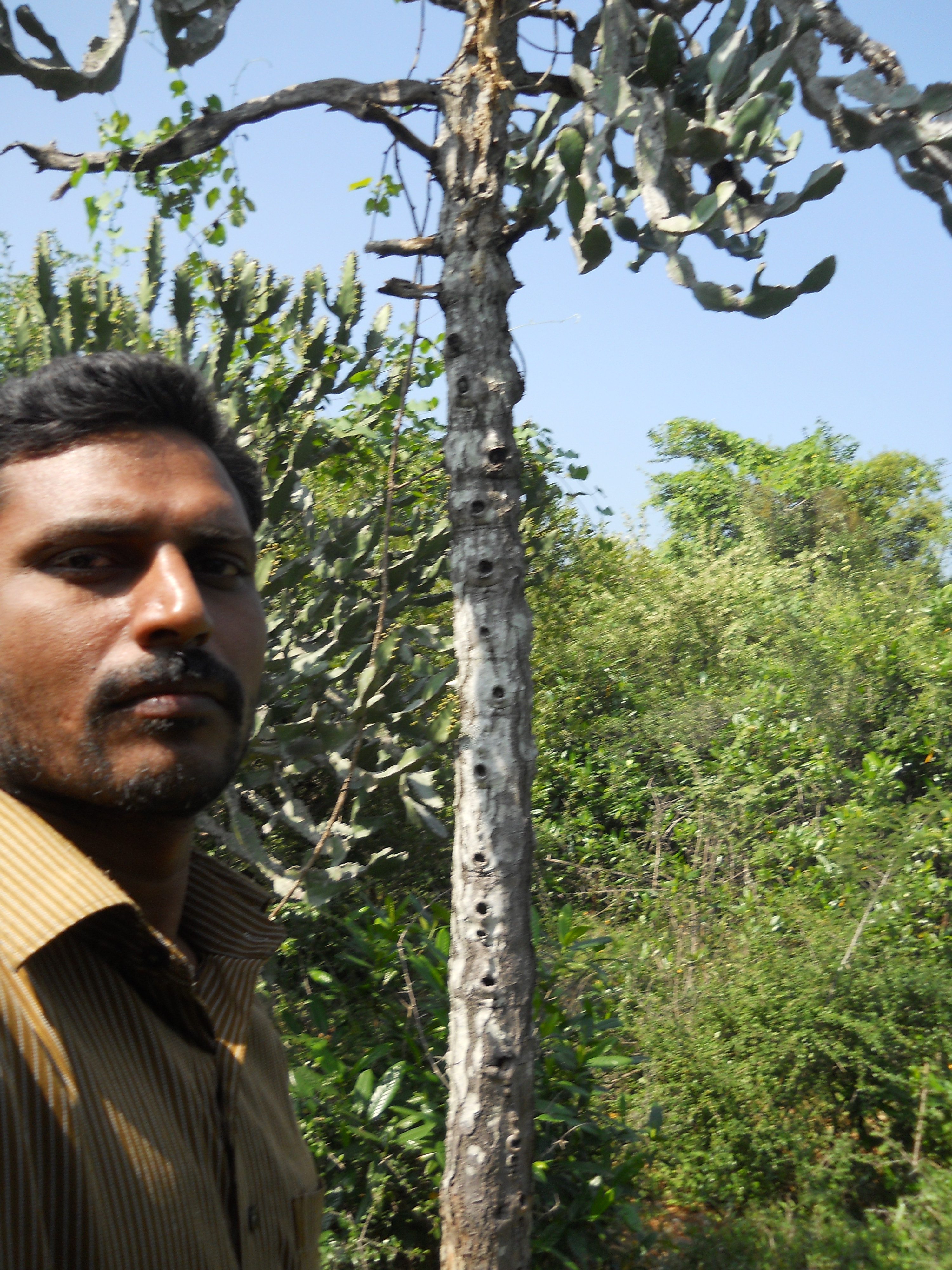
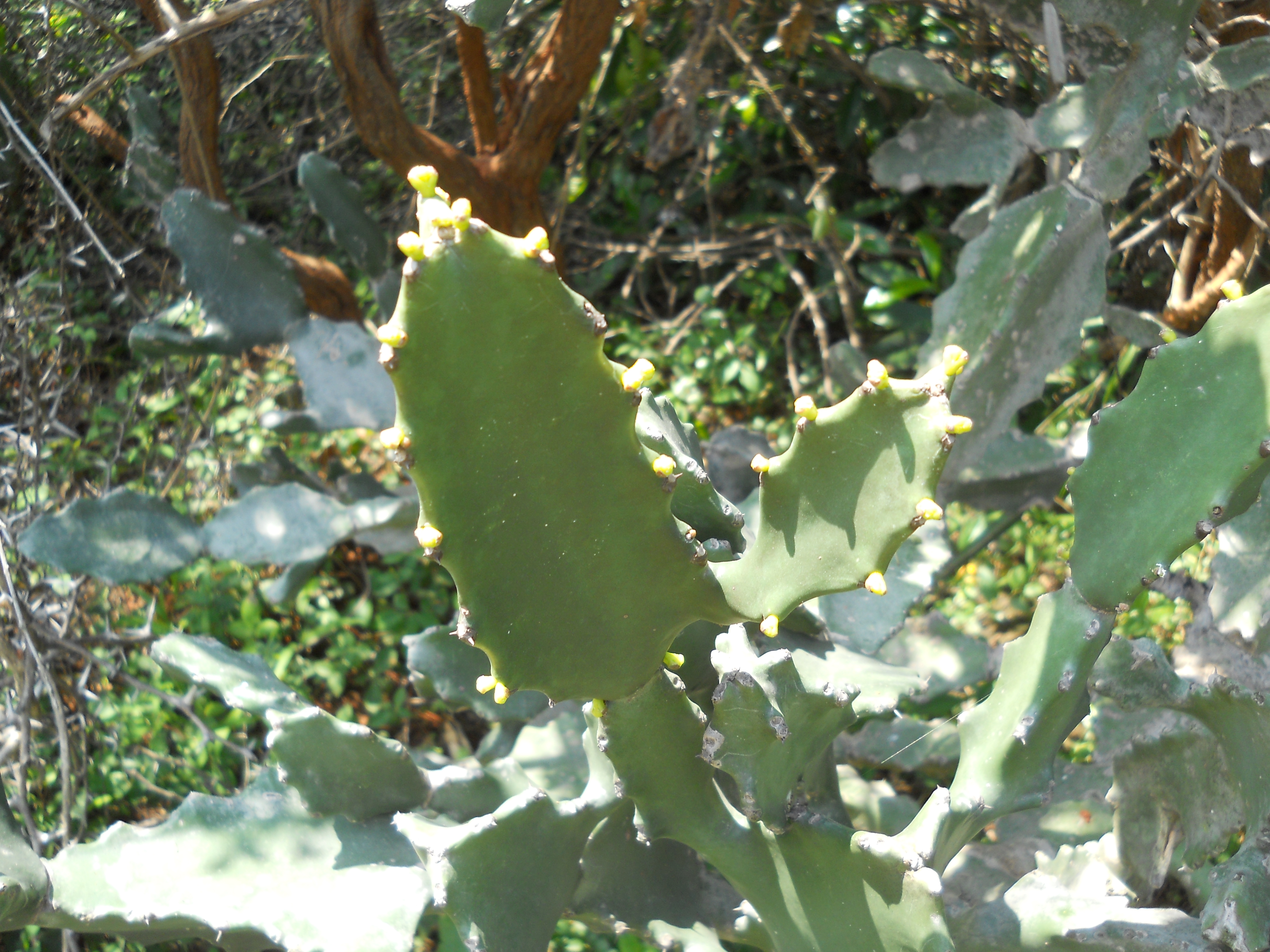